# Olavo Pereira da Silva Filho
Olavo Pereira da Silva Filho (Campo Maior, Piauí, 1947) é um arquiteto brasileiro, urbanista e Especialista em Restauração e Conservação de Conjuntos e Monumentos Históricos. É ativista em pesquisas sobre patrimônio histórico. 

## Biografia
Em 1972 formou-se em arquitetura pela Escola de Arquitetura da Universidade Federal de Minas Gerais onde também, em 1975, especializa-se em  urbanismo e em 1979 em Restauração e Conservação de Sítios e Monumentos Históricos.  Em 2008,  venceu  a 21ª edição do Prêmio Rodrigo  Melo Franco de Andrade na categoria Pesquisa e Inventário de Acervo, organizada pelo IPHAN.
Em 3 de setembro de 2013 passou a ser membro efetivo do Instituto Histórico e Geográfico do Piauí.

## Obras
- Arquitetura Luso Brasileira no Maranhão (edição 1986 e reedição em 1998)
- Carnaúba, Pedra e Barro na Capitania de São José do Piauhy, 2007
- Azulejos e varandas de São Luís do Maranhão
- Manuais técnicos de conservação e restauração do IPHAN UNESCO, 2007
- Varandas de São Luís - Gradis e azulejos, 2010[4]